# Нинесхамн
Нинесхамн (швед. Nynäshamn) град је у Шведској, у источном делу државе. Град је у оквиру Стокхолмског округа, где је једно од најзначајнијих насеља изван градског подручја Стокхолма. Нинесхамн је истовремено и седиште истоимене општине.

## Природни услови
Град Нинесхамн се налази у источном делу Шведске и Скандинавског полуострва. Од главног града државе, Стокхолма, град је удаљен 60 км јужно.
Нинесхамн се развило у области источног Седерманланда. Градско подручје је равничарско до бреговито. Надморска висина града је 10-20 м. Град се налази на обали Балтичког мора, чија је обала овде веома разуђена, па око града има низ острва, полуострва и залива. То је подручје Стокхолмског архипелага.

## Историја
Иако је подручје града било насељено још у време праисторије, Нинесхамн је млад град за шведске услове. Све до 20. века то је било мало насеље без већег значаја.
Нагли развој Нинесхамн доживљава у првих деценија 20. века са изградњом железнице (1901) од Стокхолма, којим је поспешен развој града као места за одмор и „бег у природу“ становника главног града. 1911. године насеље је добило права трговишта. Посебно значајан догађај био је 1912. године, када је овде одржана регата у склопу Олимпијских игара у Стокхолму.
Нинесхамн је и дан-данас место за предах са елементима ваздушне бање, које становници Стокхолма посећују викендом и празником.

## Становништво
Нинесхамн је данас град средње величине за шведске услове. Град има око 14.000 становника (податак из 2010. г.), а градско подручје, тј. истоимена општина има око 26.000 становника (податак из 2012. г.). Последњих деценија број становника у граду расте.
До средине 20. века Нинесхамн су насељавали искључиво етнички Швеђани. Међутим, са јачањем усељавања у Шведску, становништво града је веома шаролико.

## Привреда
Данас је Нинесхамн савремени град. Као и у случају других градова везаних за туристичку привреду окосницу чине трговина, услуге и туризам.

## Збирка слика
- Средиште Нинесхамна
- Главна градска црква
- Приобаље Нинесхамна
- Близу градског пристана